# 馬里比比
馬里比比（英語：Maripipi）是菲律賓比利蘭省轄下的八個自治市之一。馬里比比之居民主要的語言為瓦瑞語。

## 地理
根據菲律賓統計局的數據，馬里比比的總面積為27.83平方公里（10.75平方英里），佔比利蘭省總面積536.01平方公里（206.95平方英里）的5.19%。
馬里比比山是馬里比比的最高點，海拔924公尺（3031英尺）。

## 人口
根據菲律賓官方於2020年的人口普查數據顯示：居住於馬里比比的總人口數量為6373人。

## 描籠涯
馬里比比轄下共被分為15個描籠涯。